# مصطفى لطف الله
مصطفى لطف الله (بالبنغالية: মুস্তফা লুৎফুল্লাহ)‏ هو محامي وسياسي بنغلاديشي وباكستاني، ولد في 15 ديسمبر 1961 في بنغلاديش. حزبياً، نشط في Workers Party of Bangladesh ‏. وقد انتخب عضو الدورة العاشرة لمجلس الأمة البنغلاديشي ‏ عن دائرة Satkhira-1 ‏ وقد انضم خلال فترته النيابية ‏ (5 يناير 2014 – )  للكتلة البرلمانية Workers Party of Bangladesh ‏ وانتخب عضو مجلس الأمة البنغلاديشي ‏ (2014 – ).